# كم الساق

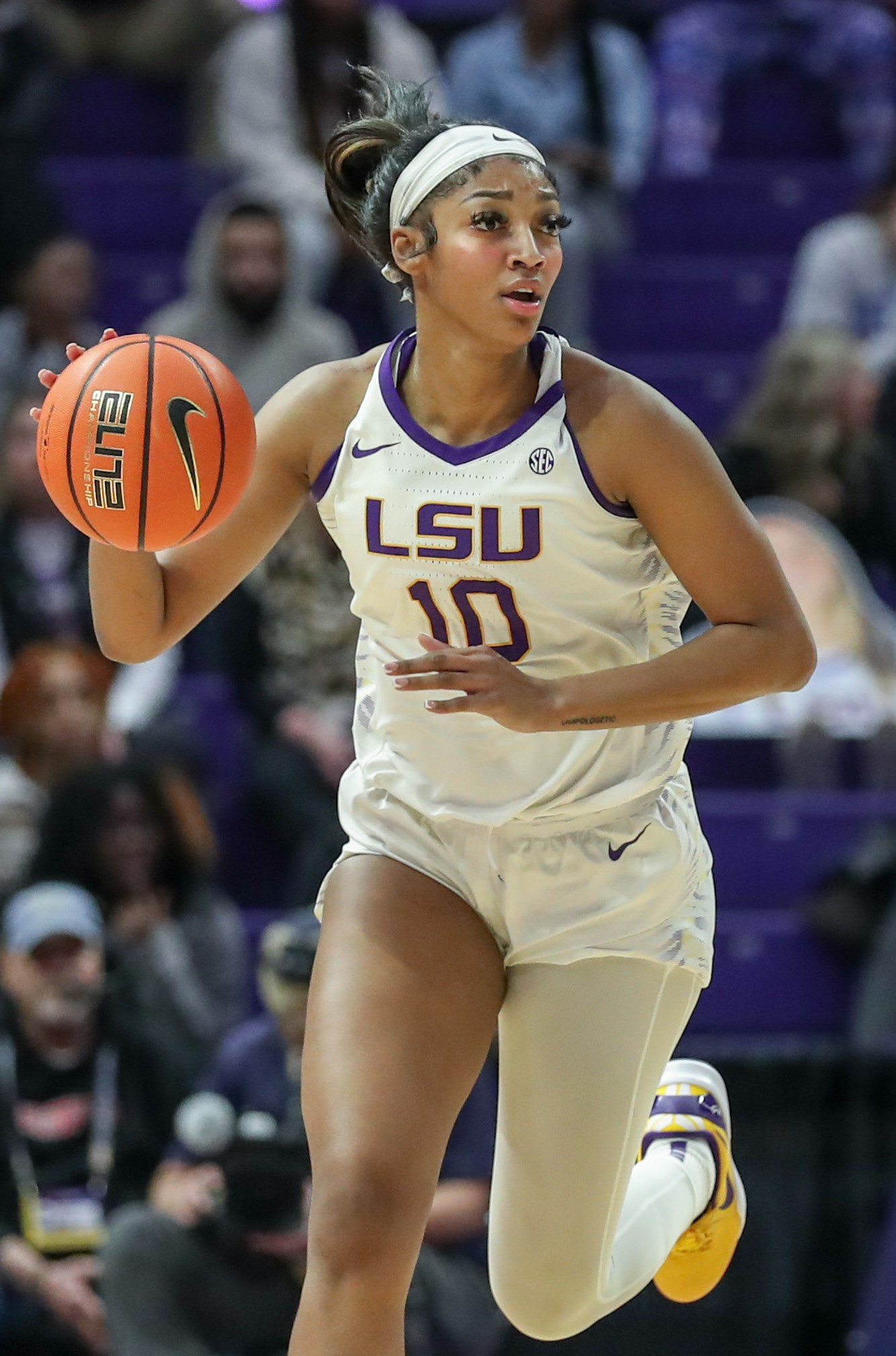
أنجيل ريس يرتدي كمًا للساق في عام 2024

كمّ الساق هي قطعة ضاغطة، تشبه السراويل الضيقة، لكنها تغطي ساقًا واحدة فقط. أصبح هذا الملحق شائعًا في رابطة كرة السلة الوطنية للسيدات بعد موسم 2018، عندما صممت اللاعبة المبتدئة آجا ويلسون كمّ ساق من سروال ضيق وارتدته لتجنب آلام الساق. ارتبط اسم ويلسون بهذا التصميم، وتعاونت مع نايكي لإصدار نسخة من الملحق في عام 2024. ومن بين الرياضيات الأخريات اللواتي ارتدين أكمام الساق لاعبات رابطة كرة السلة الوطنية للسيدات تيا كوبر وأنجيل ريس، ولاعبة كرة القدم لين ويليامز.

## الوصف
أكمام الساق هي ملابس ضاغطة تُرتدى لتحسين تدفق الدم. غالبًا ما تكون مبطنة أو ماصة للرطوبة. قد يرتدي لاعبو كرة السلة كمًا على ساق واحدة أو كلتا الساقين.

## التاريخ
كان السلف لأكمام الساق هو بدلة القط ذات الساق الواحدة التي غالبًا ما ارتدتها العداءة فلورنس جريفيث جوينر في الثمانينيات. أصبحت أكمام الذراع والساق اتجاهًا لأول مرة في الرابطة الوطنية لكرة السلة في العقد الأول من القرن الحادي والعشرين، وروج لها ألين إيفرسون. في العقد الثاني من القرن الحادي والعشرين، كانت السراويل الضيقة الضاغطة ذات الساقين من الإكسسوارات الشائعة في الرابطة الوطنية لكرة السلة للسيدات. حددت أجا ويلسون اتجاه ارتداء أكمام الساق في عام 2018 ، وهو أول موسم لها في الرابطة الوطنية لكرة السلة للسيدات. كانت اللاعبة الوحيدة في ذلك الموسم التي ارتدت كمًا واحدًا للساق. وقد نسب بعض المشجعين الفضل إلى تيا كوبر في ابتكار هذا النمط، على الرغم من أنها ارتدته لأول مرة بعد عام من ويلسون.
بدأت ويلسون بارتداء كمّ للساق عندما شعرت بعدم راحة في ساقها اليسرى في أول يوم تدريب لها، واقترح عليها المدرب إبقاء ساقها دافئة. لم تُعجبها فكرة تقييدها للساق، لذا قصّت بنطالًا لتغطية ساق واحدة فقط. أصبح هذا تقليدًا لويلسون، التي كانت تقصّ كمّ ساق يدويًا في بداية كل موسم في دوري كرة السلة النسائي الأمريكي. ارتدت أكمام الساق في جميع المسابقات باستثناء أولمبياد 2020، نظرًا لقاعدة الزيّ الخاص بالفريق.

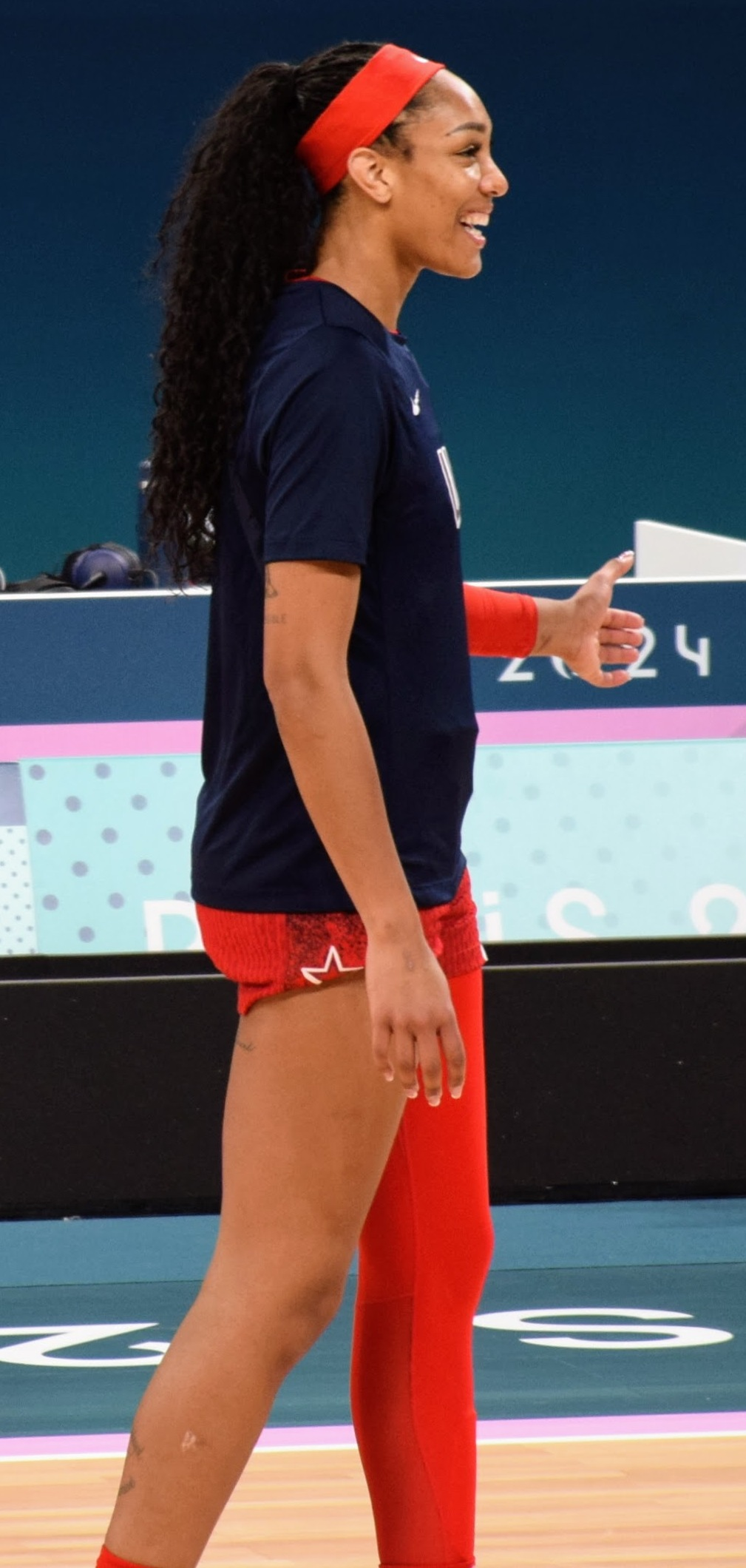
بدأت آجا ويلسون (في الصورة عام 2024) اتجاه أكمام الساق.

في موسم 2019، بدأت ويلسون في ملاحظة المعجبين على وسائل التواصل الاجتماعي وهم يقلدون أسلوبها ويتلقون رسائل حول ذلك. ومع اكتسابها للشهرة، أصبح هذا الاتجاه شائعًا بين لاعبات دوري كرة السلة النسائي الأمريكي. أخبرت صحيفة واشنطن بوست في عام 2024، "لم أكن أعتقد أنه شيء سيهتم به الناس"، وقالت، "أشعر أنه جزء من تراثي". بدأت بعض اللاعبات، مثل ميكايلا أونينوير، في ارتداء أكمام الساق أثناء تعافيهن من الإصابات. وجد آخرون أنها ببساطة عصرية. في موسم 2024، ارتدت أربع وعشرون لاعبة في أحد عشر فريقًا أكمام الساق. بدأت أنجيل ريس، وهي لاعبة معروفة بأزيائها، في ارتداء كم للساق اليسرى لتغطية ندبة من إصابة في عامها الأول في كرة السلة الجامعية. كما اعتبرتها تكريمًا لويلسون وكوبر.
انتشرت أكمام الساق خارج كرة السلة النسائية. في دورة الألعاب الأولمبية الصيفية لعام 2024، ارتدت لاعبات فرق كرة القدم النسائية وكرة السلة للرجال في الولايات المتحدة هذا الملحق. بدأت لاعبة كرة القدم لين ويليامز في ارتداء أكمام الساق قبل هذه الألعاب الأولمبية وأصبحت معروفة بأسلوبها. في ذلك العام، ارتدى العديد من لاعبي كرة السلة ولاعبي مارتش مادنيس للرجال أكمام الساق، وأطلقت نايك خط إنتاج بالتعاون مع ويلسون تضمن طماقًا بساق واحدة.